# Erik Carlegrim
Nils Erik Albert Carlegrim, född 10 mars 1922 i Östra Skrukeby församling, Östergötlands län, död 6 augusti 2005 i Sankt Lars församling, Linköping, Östergötlands län, var en svensk lantmätare, professor och teknologie doktor.

## Biografi
Erik Carlegrim föddes 1922 i Östra Skrukeby socken. Han var son till lantbrukaren Albert Carlsson och Elin Larsson. Carlegrim avlade 1942 studentexamen i Linköping och 1947 lantmätarexamen vid Kungliga Tekniska högskolan. Han blev 1952 teknisk licentiat och 1956 teknologie doktor. Från 1947 till 1956 arbetade han som lantmätare i Nyköping och på Lantmäteristyrelsen. Från 1956 till 1962 var han docent vid Kungliga Tekniska högskolan. År 1962 blev Carlegrim blev laborator vid högskolan och var från samma år även utredningsman för Statens institut för byggnadsforskning. År 1965 utsågs han till professor vid institutionen för Fastighetsekonomi vid KTH och verkade där som till pensioneringen år 1987. 
Han blev 1960 vice ordförande för skolstyrelsen i Vallentuna landskommun, 1963 ledamot av kommunfullmäktige och ledamot av församlingsdelegerade.
Carlegrim var från 1959 ordförande i Kungliga Tekniska högskolans docentförening och från 1962 i Vallentuna kyrkobrödrakår. Han var från 1957 vice ordförande i Vallentuna hembygdsförening och medlem samfundet för fastighetsvärdering.

### Familj
Erik Carlegrim gifte sig 1947 med Els-Marie Andersson (född 1923), dotter till lantbrukaren Karl Andersson och Tekla Larsson. De fick tillsammans fyra barn.